# Melinda Gates

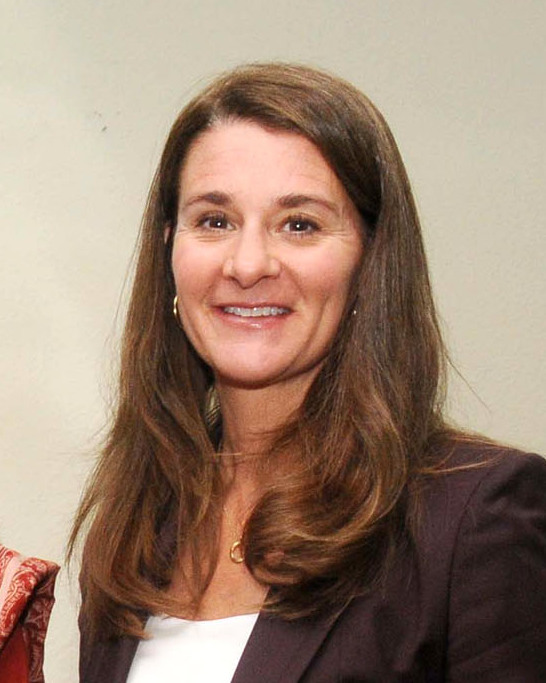
Melinda Gates nel 2014

Melinda Ann French Gates (Dallas, 15 agosto 1964) è un'imprenditrice e informatica statunitense, ex moglie di Bill Gates.

## Biografia
Dopo essersi laureata in scienze informatiche e in economia all'Università Duke nel 1986, Melinda French prese un Master in Business Administration (MBA) alla Duke's Fuqua School of Business nel 1987, per poi cominciare a lavorare come sviluppatrice di software alla Microsoft sempre nel 1987. Lasciò il suo incarico alla Microsoft nel 1996, quando sposò Bill Gates, vivendo con il marito e i suoi tre figli a Medina, vicino a Seattle, nello Stato di Washington.
Insieme a Bill Gates fondò nel gennaio del 2000 la Fondazione Bill & Melinda Gates. In aggiunta al suo ruolo nella fondazione, divenne membro del consiglio d'amministrazione della Duke University e co-presidente della commissione governativa dello stato di Washington sull'educazione infantile. Inoltre divenne parte del consiglio d'amministrazione di Drugstore.com e del prestigioso The Washington Post. Nel 2008 il marito Bill Gates ha lasciato le azioni di Microsoft alla moglie Melinda (eccetto i diritti principali dell'azienda che rimarranno suoi), mentre lui si dedicherà a tempo pieno alla sua attività filantropica. Nel maggio 2021 annuncia il divorzio dal marito Bill Gates con un comunicato congiunto su Twitter.

## Riconoscimenti
- Medaglia Otto Hahn per la Pace, Società Tedesca per le Nazioni Unite (DGVN), Berlino, 2016